# Krywe
Krywe (ukrán nyelven: Гільське) Lengyelország délkeleti részén, a Kárpátaljai vajdaságban, a Bieszczady járásban, Gmina Lutowiska község közigazgatási területén fekvő település. Beniowa a lengyel-ukrán határhoz közel található. Lutowiskától közel 13 kilométernyire nyugatra található, a járási központtól, Ustrzyki Dolnétól 22 kilométerre délre fekszik és a vajdaság központjától, Rzeszówtól 95 kilométernyire délkeletre található.

## Fordítás
Ez a szócikk részben vagy egészben  a   Krywe című angol Wikipédia-szócikk ezen változatának fordításán alapul.  Az eredeti cikk szerkesztőit annak laptörténete sorolja fel. Ez a jelzés csupán a megfogalmazás eredetét és a szerzői jogokat jelzi, nem szolgál a cikkben szereplő információk forrásmegjelöléseként.